# Skalice u České Lípy
Skalice u České Lípy (en allemand : Langenau) est une commune du district de Česká Lípa, dans la région de Liberec, en Tchéquie. Sa population s'élevait à 1 534 habitants en 2021.

## Géographie
Skalice u České Lípy se trouve à 3 km au sud-ouest du centre de Nový Bor, à 22 km au nord de Česká Lípa, à 37 km à l'ouest de Liberec et à 75 km au nord de Prague.
La commune est limitée par Okrouhlá au nord, par Nový Bor au nord-est, par Chotovice à l'est, par Česká Lípa et Horní Libchava au sud, par Slunečná et Kamenický Šenov à l'ouest.

## Histoire
La première mention écrite de la localité date de 1352.

## Transports
Par la route, Skalice u České Lípy se trouve à 8 km de Česká Lípa, à 47 km de Liberec et à 99 km de Prague.